# Kopa (Gorce)
Kopa – szczyt w Gorcach o wysokości 1032 m. Znajduje się w grzbiecie odchodzącym od Kudłonia w północno-zachodnim kierunku do miejscowości Konina. Nazwa góry pochodzi od kopiastego wzniesienia na szczycie. Wschodnie zbocza góry opadają do doliny Potoku za Palarzem, zbocza zachodnie do doliny potoku Konina. Górę porasta las, jedynie na samym jej wierzchołku i południowo-wschodnich stoku poniżej wierzchołka znajduje się widokowa polana Kopa. Roztaczają się z niej widoki na Beskid Wyspowy i środkową część Gorców. Na zachodnim stoku Kopy znajduje się skała Krowiarki.
W pobliżu szlaku turystycznego prowadzącego przez Kopę znajduje się niszczejący szałas z rzadko spotykanym czterospadowym dachem. Był to typ dachu charakterystyczny dla bardzo starych szałasów Zagórzan – etnicznej grupy ludności zamieszkującej tę część Gorców. Na szczycie Gorczański Park Narodowy ustawił dużą tablicę informacyjną z panoramą widokową i opisem oglądanych szczytów oraz polany.
Kopa znajduje się na obszarze Gorczańskiego Parku Narodowego, w granicach wsi Poręba Wielka w województwie małopolskim, w powiecie limanowskim, w gminie Niedźwiedź.

## Szlaki turystyki pieszej
Konina – Cyrla Hanulowa – Kopa – Figurki Niżne – Figurki Średnie – Figurki – Pustak – Kudłoń. Odległość 4,5 km, suma podejść 610 m, czas przejścia 2 godz., z powrotem 1 godz. 10 min.